# Petitia amphophtalma
Petitia amphophtalma är en ringmaskart som beskrevs av Siewing 1956. Petitia amphophtalma ingår i släktet Petitia, och familjen Syllidae. Arten har ej påträffats i Sverige.